# Pla de Santa Bàrbara
El Pla de Santa Bàrbara és un turó en plena vila de Montblanc (la Conca de Barberà), de fet un petit altiplà que s'eleva una vintena de metres del terreny circumdant. Aquest enclavament fou ocupat per un poblat ibèric de la tribu dels cossetans. Les diverses excavacions arqueològiques realitzades al segle xx del vilatge ibèric van documentar una estructura en forma de radi, amb cases petites de planta rectangular adossades i sitges que servien per emmagatzemar gra. Les cases tenien un basament de pedra i l'alçat de tovot i elements vegetals. Els habitatges eren petits, rectangulars i amb una llar de foc. Al llarg de la paret, un banc d'obra feia de seient (al Museu Comarcal de la Conca de Barberà se'n pot veure una reproducció).

## Història

### La invasió cartaginesa
En el decurs de la Segona Guerra Púnica, els cartaginesos envaeixen la península Ibèrica amb l'objectiu d'arribar per terra a la península Itàlica. Destrueixen Sagunt l'any 219 aC, i la primavera de l'any 218 aC, un impressionant exèrcit cartaginès format per cavalls i elefants passa prop del vilar en el seu camí cap a Itàlia. Aquest és el primer fet històric documentat de la Conca de Barberà.

### La romanització
Poc després, però, arribaria l'exèrcit romà que després de conquerir la costa (desembarcament a Empúries i victòria en la batalla de Cissa) es va endinsar cap a l'interior.
Amb la conquesta romana del Pla de Santa Bàrbara (a la fi del segle iii aC), s'observa que comença a canviar el tipus de ceràmica de les troballes arqueològiques: tota prové de la península Itàlica. Al Pla de Santa Bàrbara s'han trobat fins a 22 peces diferents: plats, bols, copes per beure i menjar. Els romans comencen, doncs, a estendre la seva cultura. A més, creen una important xarxa viària per on s'expandeixen, amb molta facilitat, les idees i la cultura romana.

### La fi del vilatge
A partir de la segona meitat del segle ii aC ja no hi ha importacions de ceràmica. És el moment en què s'abandona el vilatge ibèric per configurar un nou sistema social i econòmic basat en les vil·les romanes i les ciutats.
Segles més tard, els senyors feudals construïren un castell al cim del Pla de Santa Bàrbara. Per fer-lo, aprofitaren les pedres de les cases del poblat iber, amb aquest fet, desapareixia el rastre de la civilització dels ibers a Montblanc fins al segle xx.

## Economia

### Agricultura i ramaderia
Se sap que els ibers vivien de l'agricultura, la ramaderia i el comerç.
- En agricultura, conreaven ordi, blat, mill, faves, llenties i pèsols per menjar. També conreaven plantes per fer-ne teixits, com el lli i l'espart.
- En ramaderia, aprofitaven la carn i la llet dels animals que domesticaven (ovelles i cabres, fonamentalment) i dels que caçaven (cérvols i porcs senglars).

### Comerç
Practicaven tant el comerç de bescanvi (canviar uns productes per uns altres, sense fer servir diners) com el comerç amb monedes, per això van encunyar moneda influïts pels comerciants grecs. Al poblat de Santa Bàrbara es comerciaven productes agraris com l'oli, el vi i el gra, la ceràmica i els minerals de les muntanyes de Prades.
Al Pla de Santa Bàrbara s'han trobat nombroses restes de ceràmica, amb decoracions pintades de vernís negre, i un molí rotatiu de pedra per moldre el gra. També hi ha ceràmica feta amb torn de gerres, vasos i àmfores. I és que els ibers eren hàbils amb el torn ràpid de terrisser. A més, hi ha ceràmica feta a mà, que alterna superfícies rugoses amb allisades, molt decorades.
A partir dels trossos de ceràmica trobats en les exploracions arqueològiques realitzades durant el segle xx, es pot deduir les relacions comercials que mantenien amb altres vilars i civilitzacions: entre els segle IV i el III aC arribà al poblat de Santa Bàrbara ceràmica grega, però també del Llenguadoc, Rosselló i altres indrets de l'actual Catalunya.
Algunes d'aquestes importacions segurament eren molt costoses i formarien part d'una vaixella domèstica de luxe. Aquesta ceràmica va arribar al Pla de Santa Barberà fent servir els rius com a vies de comunicació de la costa mediterrània cap a l'interior. La població de costa que més ceràmica fa arribar és la colònia comercial grega d'Empúries.
A més a més, feien eines de ferro de gran qualitat, bé per treballar la terra com ara arades, aixades i destrals, bé per fer joies, objectes d'ornament i punyals. També filaven i teixien llana, lli i espart per fer roba, sacs i catifes.